# Pobles indígenes de Nicaragua
Els pobles indígenes de Nicaragua o comunitats indígenes de Nicaragua se situen dins de l'actual territori nacional de la República de Nicaragua i actualment s'identifiquen deu (10) grups ètnics clarament definits.
A les Regions Autònomes de la Costa Carib es localitzen miskitos, sumos o mayagnas, rames, garifunes, criolls i mestissos. Mentre en el Pacífic, Centre i Nord de Nicaragua els pobles indígenes són els chorotegues, cacaoperes, nahoas i xiu-sutiabes.

## Drets constitucionals
La Constitució Política vigent garanteix els drets dels pobles indígenes des del reconeixement de la seva existència, el dret a l'ús, gaudi i gaudi dels seus recursos naturals i a mantenir les seves formes ancestrals d'organització.
L'Article 5 de la Constitució estableix que:
l'Estat reconeix l'existència dels pobles indígenes, que gaudeixen dels drets, deures i garanties consignats en la Constitució, i especialment els de mantenir i desenvolupar la seva identitat i cultura, tenir les seves pròpies formes d'organització social i administrar els seus assumptes locals, així com mantenir les formes comunals de les seves terres i el gaudi, ús i gaudi de les mateixes, tot de conformitat amb la llei. Per a les comunitats de la Costa Atlàntica s'estableix el règim d'autonomia en la present Constitució.

## Estructures indigenistes establertes
A Nicaragua existeixen tres estructures indigenistes creades i mantingudes pel govern. Aquestes són les següents:
- El Parlament Indígena d'Amèrica (PIA).
- La Comissió d'Afers Ètnics de l'Assemblea Nacional.
- La Procuraduria Especial de Pobles Indígenes i Comunitats Ètniques.

## Situació actual
Les polítiques econòmiques i ambienta'ls han provocat canvis substancials en l'hàbitat de les poblacions indígenes, amb la introducció de cultius com el cafè, la canya de sucre, la palmell africà i el cotó els pobles indígenes van ser despullats o obligats a vendre els seus territoris obligant-los a internar-se en llocs recòndits.
Altres activitats que han desenvolupat enclavaments econòmics com el cultiu de banana, tabac, extracció de fusta, or i recursos marins han ocasionat severs danys als territoris indígenes, el paper que assignen als indígenes ha estat servir de mà d'obra barata.
Els canvis socials que ha viscut aquest país centroamericà en les últimes dècades del segle XX han generat un fiançament dels pobles indígenes per la defensa dels seus drets i la possessió de les seves terres i els recursos naturals malgrat les grans pressions que l'estat ha volgut exercir sobre aquests.
Actualment els pobles indígenes han aconseguit consolidar el procés d'unitat nacional, consolidant les estructures organitzatives des del nivell nacional, regional, territorial i local.

## Població indígena
Nicaragua té una extensió territorial de 130.682 km² amb una població de 5.482.340 d'habitants, d'aquests 2.730.165 són homes i 2.752.175 són dones.
La població indígena és de 805.424 habitants, per a un percentatge del 14%.

## Caracterització social i cultural
Els pobles indígenes de la regió del Pacífic nicaragüenc van ser sotmesos a la repressió que li van imposar els colonitzadors espanyols, que va incloure la prohibició de l'ús de les seves llengües, l'acceptació d'una religió, l'esforç per erradicar la cultura per considerar-la lligada a les "pràctiques paganes". Actualment només conserven vocables del que va anar la seva llengua que són part de l'ús comú en la resta de la població nicaragüenca.
La propietat comunal, és un dels valors més estretament lligat a la cosmovisió indígena, és a dir, els identifica una forma de propietat diferent que els manté en harmonia amb la mare naturalesa.
En la seva majoria, els pobles indígenes tenen possessió sobre els seus territoris, a les regions del Pacífic i Centre-Nord posseeixen Títols «Reials» emesos per la Corona Espanyola en el període postcolonial, i per compres realitzades als governs municipals.
L'autoritat en aquests pobles l'exerceixen Juntes Directives electes en assembleas o cabildos oberts que són posteriorment certificats pels governs municipals, la qual cosa constitueix segons la Llei de Municipis (Llei No. 40) la legalitat jurídica de les organitzacions indígenes. Altres autoritats importants tradicionals són els Consells d'Ancians o Monexicos, els Alcaldes de Vara i els Cacics.
Els pobles indígenes de les Regions Autònomes de la Costa Carib nicaragüenca han mantingut els seus elements d'identitat més accentuats, són pobles descendents de recol·lectors, caçadors i pescadors, no haver sofert el domini espanyol, són, entre d'altres, les raons per les quals conserven característiques molt particulars.
Aquests pobles posseeixen terres comunals, però no estan demarcades a l'estil del Pacífic (reclamen la demarcació territorial) però encara dins del procés de diversitat, la qual cosa identifica i cohesiona a aquests pobles és una cultura pròpia: idioma, costums.
Algunes comunitats indígenes de les Regions Autònomes de la Costa Carib tenen títols emesos des dels anys 1917 al 1964 (segle XX) per la Comissió Tituladora de la Mosquitia, i unes altres per drets ancestrals de possessió.
En l'actualitat la seva forma d'organització comunitària principalment és a través d'un Wista (jutge) com a màxima autoritat, síndics, pastors i servidors públics. La religió principal és la Morava, la invasió de mestissos ha alterat alguns costums com les formes de vestir i formes de produir, un altre factor ha estat el tràfic de drogues, aquests casos són molt comuns en gairebé totes les comunitats del Carib nicaragüenc.

### El ser indígena
La definició conceptual del ser indígena presenta dues variants: 
- A les regions Pacífic i Centre-Nord els principals elements culturals que defineixen el ser indígena estan estretament lligats al reconeixement de l'origen ancestral, altres elements molt lligats són, la tinença de la terra, les formes d'organització i les formes de vida comunitària, els valors espirituals transmesos per diferents generacions i el coneixement tradicional que regeix les formes de producció, salut, educació, i organització comunitària.

- En la Costa Carib es defineix per elements d'identitat com a llengua, costums, i la relació amb la mare naturalesa.

## Medi ambient i recursos naturals
Els pobles indígenes impulsen una agenda comuna nacional en la qual es prioritza el tema del medi ambient i els recursos naturals, ja que està íntimament lligat a la vida de les comunitats, la problemàtica ambiental que s'enfronta és producte de factors externs i no-conseqüència de l'ús per les comunitats.
El maneig, ús i conservació dels recursos naturals ha estat un tema de constant discussió en les comunitats, malgrat els esforços pel cuido i conservació estan sent amenaçats principalment per factors externs, desafortunadament moltes organitzacions han desenvolupat recerques sobre els recursos naturals però aquesta informació s'ha utilitzat per a interessos de particulars.
Els recursos naturals per a les comunitats representen un potencial no solament per la generació de recursos econòmics, existeixen elements d'identitat molt lligats amb l'ús i conservació que constitueixen l'herència rebuda dels ancestres projectada a ser heretada a les futures generacions.

## Principals ètnies
- Regió Pacífic
  - Chorotegues
  - Sutiaves o Hokan Sui
- Regió Central Norte
  - Chorotegues
  - Matagalpes
  - Nàhues
- Regió Costa Carib
  - Creoles
  - Garifunes
  - Miskitos
  - Rames
  - Sumos o mayagnes
- Els Garifunes: la seva població és de 2.600 persones situades en la conca de Pearl Lagoon, RAAS, els avantpassats provenien de les Illes Saint Vincent a les Antilles menors, per l'accelerat procés de culturització un percentatge de la seva població no parla la llengua autòctona, estan en procés de rescat del seu valors culturals. La seva forma d'organització és a través de directives comunals. Idiomes: anglès crioll i garifuna.

- Els creolés: amb una població de 8.000 persones, estan situats a Great Corn Islands, RAAS l'extensió de les quals és de 12,6 km² i es localitza a 53 quilòmetres del port més proper de terra ferma: cap Las Perlas, era part del territori dels indis kukres, esclavitzats a mitjan segle xvii per anglesos. Actualment per la seva activitat productiva és el territori que més aporta en l'economia nacional per l'exportació de productes pesquers (llagostas, gambetes i peix) i l'afluència de turisme; no obstant això els majors beneficiaris són empresaris estrangers. Idiomes: anglès crioll i espanyol.

- Els Rama: estan situats en la RAAS són origen txibtxa sud-americà, és l'ètnia més reduïda de totes les del Carib nicaragüenc (1.300 persones), la majoria habiten a l'illa Cayo Rama, Bluefields part del seu territori aquesta situat en les riberes del riu Kukra, la seva principal activitat és la pesca i l'agricultura d'autoconsum. Idiomes: rama (gairebé extint), anglès crioll i espanyol.

## Pobles indígenes per regió
- Regió del Pacífic
  - Poble indígena de Monimbó, departament de Masaya
  - Poble indígena de Sutiava, departament de León
  - Poble indígena d'El Viejo, departament de Chinandega
- Regió Central i Nord
  - Poble indígena de Matagalpa, departament de Matagalpa
  - Poble indígena de Mozonte, departament de Nueva Segovia
  - Poble indígena de Sébaco, departament de Matagalpa
- Regió de la Costa Carib
  - Poble indígena de Karatá, RAAN